# О македонских проблемах

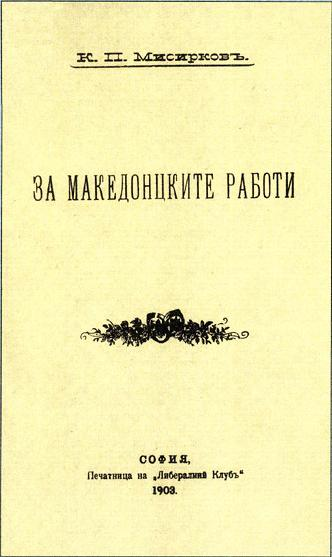
Обложка книги

«О македонских проблемах», другой вариант перевода ― «О македонском вопросе» (макед. За македонцките работи) — книга, написанная Крсте Мисирковым и опубликованная в 1903 году в Софии, в которой автор представил свои взгляды относительно македонского вопроса и аргументировал потребность в утверждении македонцев как отдельного народа. Данная книга является первым литературным произведением на македонском языке, тем самым она доказала необходимость его стандартизации.

## Описание
Книга «О македонских проблемах» ознаменовала собой первую попытку выразить чувство национальной идентичности македонцев и сформировать нормы македонского литературного языка. Мисирков изложил краткий обзор македонской грамматики и выразил конечную цель по кодификации языка и его использованию в системе образования. За основу литературного языка автор предложил взять прилепско-битольский диалект. Однако эти идеи не были приняты вплоть до 1940-х годов. Мисирков обратился к османским властям с просьбой признать отдельную македонскую нацию (однако он понимал, что большинство македонских славян называли себя болгарами, и считал, что македонцев следовало бы выделить в отдельный народ, когда для этого возникнут необходимые исторические обстоятельства).

## История

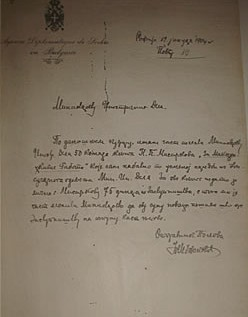
Письмо посольства Сербии в Софии в Министерство иностранных дел Сербии о приобретении 50 экземпляров книги

В ноябре 1903 года Мисирков приехал из Российской империи в Софию с целью напечатать свою книгу ― она в итоге вышла в свет в конце того же года. Большинство её копий было конфисковано или уничтожено болгарской полицией и активистами Внутренней македонско-адрианопольской революционной организации вскоре после публикации. Как следствие, в декабре 1903 года Мисирков прибыл в Белград, где познакомился со Стояном Новаковичем, в то время министром иностранных дел Сербии. Новакович приказал Сербскому дипломатическому агентству в Софии закупить 50 экземпляров книги, которые были отправлены по дипломатическим каналам в Македонию. Однако при жизни Мисиркова книга практически не имела влияния и не пользовалась популярностью до середины 1940-х годов.

## Влияние
По мнению некоторых исследователей, принципы Мисиркова сыграли решающую роль в стандартизации македонского языка сразу после Второй мировой войны, в то время как Лоринг Данфорт считает, что лингвисты, создававшие нормы литературного македонского языка в 1944 году, полностью игнорировали работу Мисиркова.
После Второй мировой войны македонские историки стали часто цитировать работу Мисиркова как свидетельство существования в его время отдельной македонской этнической группы. Однако спустя два года после написания книги автор изменил свою позицию и опубликовал серию статей, заявляющих о болгарской идентичности македонских славян.

## Комментарии
1. ↑  Цитата из книги: Многие люди захотят узнать, какого рода национальный сепаратизм мы имеем в виду; они спросят, не думаем ли мы о создании новой македонской нации. Такая вещь была бы искусственной и недолговечной… Что это может быть за новая македонская нация, если мы, а также наши отцы, деды и прадеды всегда называли себя болгарами?… Одним из первых вопросов, который зададут противники национального объединения и такого рода движения в Македонии, будет: «Что такое македонская славянская нация?» Македонцев как национальности никогда не существовало, ― скажут они, ― и её нет сейчас… На первое возражение, что македонской славянской национальности никогда не существовало, можно очень просто ответить следующим образом: то, чего не было в прошлом, может возникнуть позже.